# Aderus brunnipennis
Aderus brunnipennis é uma espécie de inseto besouro da família Aderidae. Foi descrita cientificamente por John Lawrence LeConte em 1875.
Medem 1.7 a 1.9 mm.

## Distribuição geográfica
Habita no sudeste dao Estados Unidos e Caraíbas (Índias Ocidentais).